# 库拉法清真寺
库拉法清真寺（阿拉伯语：‎），又名凯斯尔清真寺（‎），是伊拉克巴格达的一个逊尼派清真寺。